# Friedrich (voornaam)

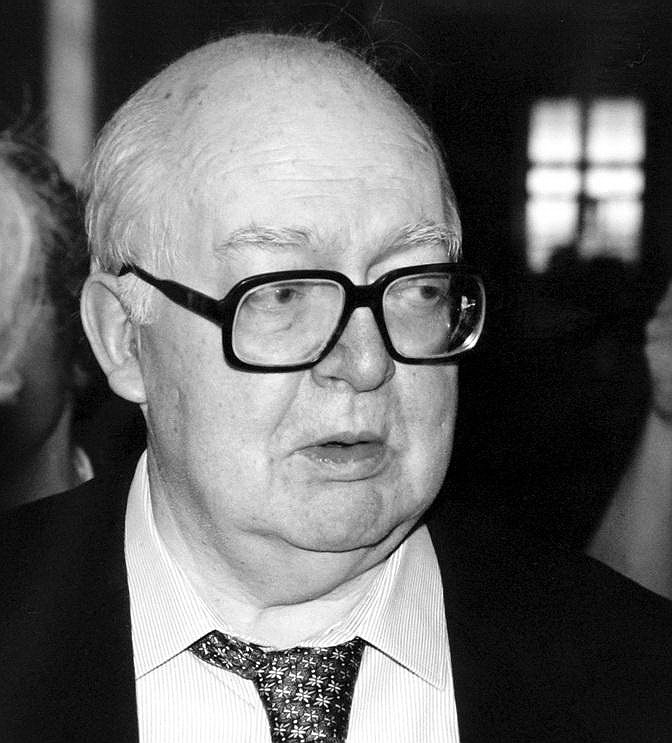
Friedrich Dürrenmatt

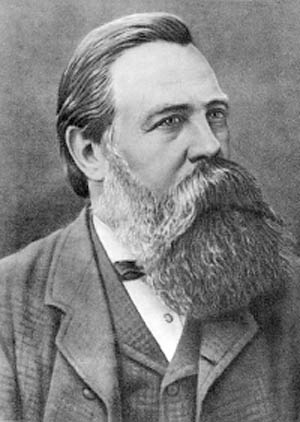
Friedrich Engels

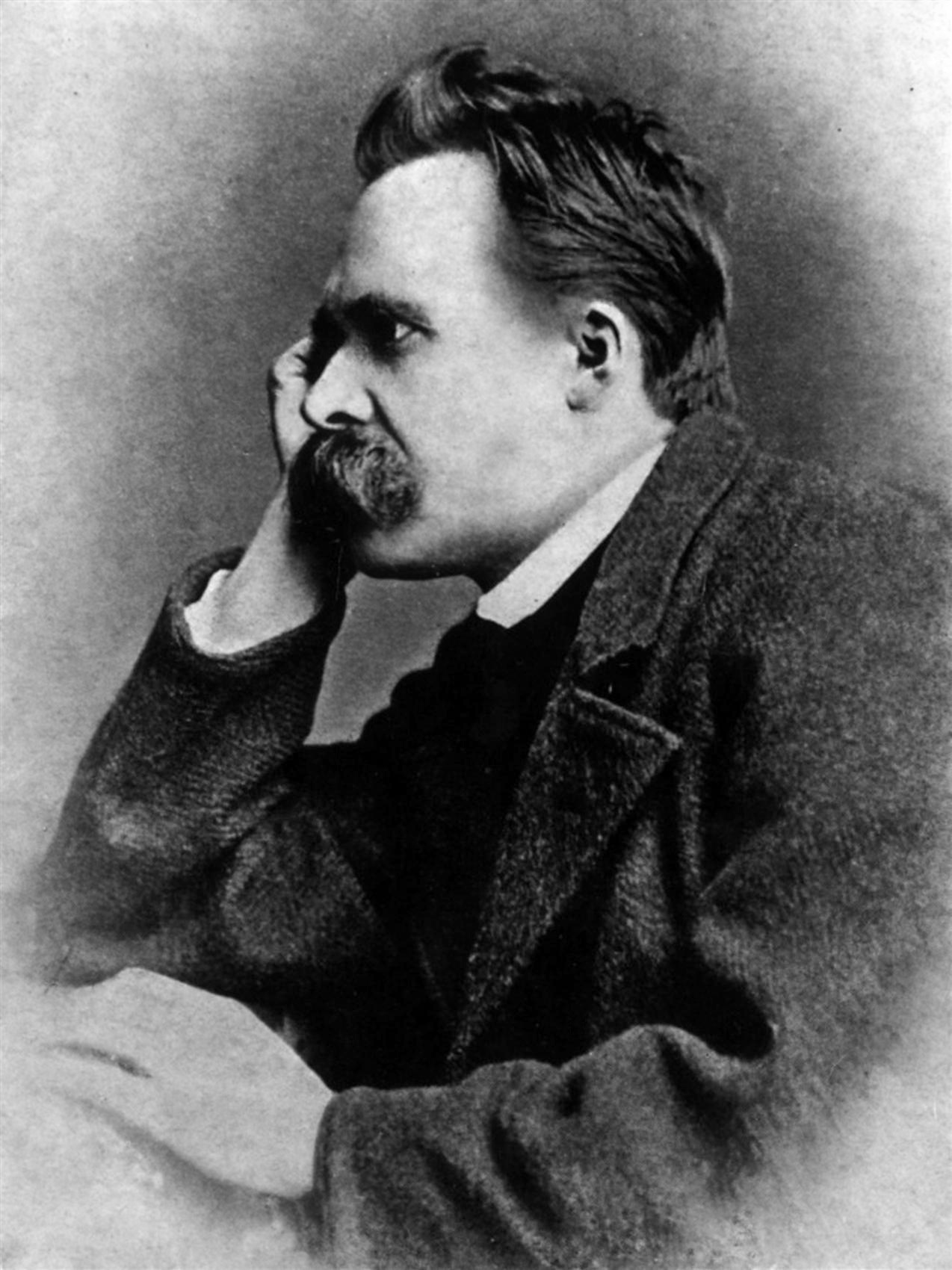
Friedrich Nietzsche

Friedrich is de Duitstalige variant van de jongensnaam Frederik.

## Bekende naamdragers
- Friedrich Bergius, Duits scheikundige
- Friedrich Wilhelm von Brandenburg, Pruisisch generaal en staatsman
- Friedrich Dürrenmatt, Zwitsers schrijver en schilder
- Friedrich Ebert, Duits politicus
- Friedrich Engels, Duits filosoof
- Friedrich Fröbel, Duits opvoedkundige
- Friedrich Adrian van der Goltz, Nederlands politicus
- Friedrich von Hayek, Oostenrijks econoom
- Friedrich Hölderlin, Duits dichter
- Friedrich Hund, Duits natuurkundige
- Friedrich Kekulé, Duits chemicus
- Friedrich Anton Wilhelm Miquel, Nederlands botanicus
- Friedrich Mohs, Oostenrijks mineraloog
- Friedrich Wilhelm Murnau, Duits filmregisseur
- Friedrich Nietzsche, Duits filosoof en filoloog
- Friedrich Ratzel, Duits geograaf, etnograaf en zoöloog
- Friedrich Rückert, Duits dichter
- Friedrich Carl von Savigny, Duits rechtsgeleerde
- Friedrich von Schelling, Duits filosoof
- Friedrich von Schiller, Duits toneelschrijver, filosoof en dichter
- Friedrich Wilhelm Mengelberg, Duits-Nederlandse beeldhouwer, architect van kerkinterieurs en collectioneur
- Friedrich Wilhelm von Steuben, Pruisisch militair
- Friedrich Wöhler, Duits scheikundige
- Friedrich Albert von Zenker, Duits patholoog en arts